# Modicogryllus rehni
Modicogryllus rehni är en insektsart som beskrevs av Lucien Chopard 1961. Modicogryllus rehni ingår i släktet Modicogryllus och familjen syrsor. Inga underarter finns listade i Catalogue of Life.